# 成本中心
成本中心（英語：Cost Center）是指對成本和費用承擔控制、考核責任的中心，涉及範圍是最廣，只要有成本費用發生的地方，都可以建立成本中心，從而在企業形成逐級控制、層層負責的成本中心體系。有別於利潤中心，成本中心是一些沒有直接利潤的部門
，例如工程、資訊科技、會計、人事、採購、生產等部門。